# Herbert Ninaus
Herbert Ninaus (ur. 31 marca 1937 w Voitsbergu, zm. 24 kwietnia 2015 w Sydney) – austriacki piłkarz grający na pozycji napastnika. W swojej karierze rozegrał 2 mecze w reprezentacji Austrii i strzelił 1 gola oraz rozegrał 3 mecze w reprezentacji Australii i strzelił w nich 2 gole.

## Kariera klubowa
Swoją karierę piłkarską Ninaus rozpoczął w klubie Grazer AK. W 1954 roku awansował do kadry pierwszego zespołu. W sezonie 1954/1955 zadebiutował w jego barwach w austriackiej Bundeslidze i od czasu debiutu był podstawowym zawodnikiem Grazeru. W Grazerze grał do końca sezonu 1957/1958.
W 1959 roku Ninaus wyjechał do Australii. Grał tam w takich klubach jak: Sydney Prague i Sydney Hakoah. W 1959 roku wywalczył mistrzostwo Australii, a w 1965 roku zdobył Puchar Australii.

## Kariera reprezentacyjna
W reprezentacji Austrii Ninaus zadebiutował 14 września 1958 w przegranym 3:4 towarzyskim meczu z Jugosławią, rozegranym w Wiedniu. W debiucie zdobył gola W 1958 roku został powołany do kadry na mistrzostwa świata w Szwecji. Na nich był rezerwowym i nie rozegrał żadnego meczu. W kadrze Austrii rozegrał łącznie 2 mecze.
W 1964 roku Ninaus wystąpił w 3 meczach reprezentacji Australii, w których zdobył 2 gole.